# Onda stazionaria

Un'onda stazionaria come interferenza di due onde contrarie della stessa frequenza.

Un'onda stazionaria è una perturbazione periodica di un mezzo materiale, le cui oscillazioni sono limitate nello spazio: in pratica non c'è propagazione lungo una certa direzione nello spazio, ma solo un'oscillazione nel tempo. Pertanto, è soltanto il profilo dell'onda stazionaria a muoversi, oscillando "su e giù" in alcuni punti. I punti ove l'onda raggiunge ampiezza massima sono detti antinodi (o ventri), i punti che invece rimangono fissi (ove l'onda è sempre nulla) sono detti nodi.

## Descrizione
All'equazione d'onda unidimensionale devono essere fornite opportune condizioni al contorno, che limitano il moto. Se {\displaystyle L} è lo spazio di propagazione dell'onda, l'equazione diventa:
{\displaystyle {\frac {\partial ^{2}\zeta (x,t)}{\partial x^{2}}}={\frac {1}{v^{2}}}{\frac {\partial ^{2}\zeta (x,t)}{\partial t^{2}}}}
alla quale imponiamo le condizioni al contorno: {\displaystyle \zeta (0,t)=\zeta (L,t)=0}. La soluzione più generale è della forma:
{\displaystyle \zeta (x,t)=\zeta _{max}\sin(kx)\cos(\omega t)}
Le onde stazionare possono essere viste, in base alla prima formula di Werner, come l'interferenza tra un'onda sinusoidale progressiva e una regressiva della stessa frequenza e di ampiezza dimezzata, come illustrato in figura:
{\displaystyle \zeta (x,t)={\frac {1}{2}}\zeta _{max}\sin(kx+\omega t)+{\frac {1}{2}}\zeta _{max}\sin(kx-\omega t)}
Una caratteristica delle onde stazionarie è che ad esse non è associato alcun trasporto di energia, corrispondentemente al fatto che l'onda non si propaga nello spazio.

## Illustrazione pratica del concetto

Onde stazionarie in una corda

Un esempio di onda stazionaria è la corda di una chitarra, cioè una corda fissata a due estremi e messa in vibrazione. Dopo una fase transitoria, nella corda in vibrazione si sovrappongono, punto per punto, due "movimenti". Il primo movimento si verifica spostando la corda verso l'alto o verso il basso (lungo un asse perpendicolare alla corda), per esempio pizzicandola come nel caso di una chitarra. Poiché la corda, elasticamente, tende a tornare nella posizione iniziale, questo spostamento perpendicolare si propaga per tutta la lunghezza della corda, finché giunge ad un estremo. Il "secondo movimento", allora, rimbalza e torna indietro. Intanto, però, la corda possiede ancora il primo movimento, per inerzia; allora, lo spostamento che "ritorna" si sovrappone a quello che "arriva". Ecco che due onde uguali si propagano lungo la corda in sensi opposti. Sovrapponendosi, esse possono produrre un'interferenza distruttiva, fino ad annullarsi, oppure costruttiva, fino a raggiungere un'ampiezza di oscillazione massima.
Le due onde hanno caratteristiche (periodo, lunghezza d'onda…) identiche. A causa della loro uguaglianza e degli estremi della corda fissi, esse si sovrappongono in un modo ben determinato: allora i punti in cui si annullano sono sempre gli stessi e allo stesso modo risultano stabiliti anche quelli in cui l'ampiezza può risultare massima. La forma d'onda che si ottiene, cioè l'onda risultante, non si propaga verso l'uno o l'altro estremo: si è ottenuta un'onda stazionaria.
Un altro esempio è quello di un secchio (o una vasca) pieno d'acqua, dove un'onda incidente riflette contro la superficie verticale del bordo, provocando un'onda riflessa: questa non si può distinguere da quella incidente, perché (come prima) sono sovrapposte ed hanno i nodi in comune.

## Onde luminose stazionarie
Nel 1890 il fisico tedesco Otto Wiener scopre sperimentalmente che la luce può formare onde stazionarie. A partire dalle esperienze del 1888 di Hertz, egli riesce ad imprimere gli antinodi luminosi su di una sottilissima pellicola fotografica, posta fra una sorgente luminosa e uno specchio metallico. Suppone poi che, all'interno della teoria elettromagnetica ancora in evoluzione in quegli anni, essi siano gli antinodi del campo elettromagnetico: campo elettrico e campo magnetico, infatti, in un'onda luminosa stazionaria risultano sfasati di mezza lunghezza d'onda l'uno con l'altro, a causa dei diversi comportamenti nella riflessione.
Questo esperimento si trovò dunque in accordo con i risultati di Hertz e fu, così, dimostrato che le radiazioni elettromagnetiche provenienti dai circuiti (dipolo hertziano) e la luce hanno gli stessi comportamenti (rifrazione, riflessione, formazione di onde stazionarie): la luce è una radiazione elettromagnetica.
L'onda elettromagnetica stazionaria assume particolare importanza pratica nelle radio trasmissioni, in quanto
il rapporto di onda stazionaria è una misura del disaccoppiamento di impedenza tra la linea di trasmissione ed il suo carico elettrico. Quanto più questo rapporto si discosta da 1 (valore ideale), tanta più energia erogata dal trasmettitore viene riflessa indietro, piuttosto che trasmessa, con la possibilità concreta di danneggiare irrimediabilmente il trasmettitore stesso.

## Idrodinamica
In idrodinamica un liquido può configurarsi con onde di pressione stazionarie (come si vede per esempio sul ciclone esagonale di Saturno).